# Pietre d'inciampo nel Lazio
La lista delle pietre d'inciampo nel Lazio contiene l'elenco delle pietre d'inciampo (in tedesco Stolpersteine) poste nel Lazio. Esse commemorano le vittime laziali della persecuzione del regime nazista nell'ambito di un'iniziativa dell'artista tedesco Gunter Demnig estesa a tutta l'Europa.
La prima pietra d'inciampo in questa regione fu messa a Roma il 28 gennaio 2010.

## Città metropolitana di Roma Capitale

### Roma
A Roma sono presenti ufficialmente 482 pietre d'inciampo. La prima pietra d'inciampo venne collocata il 28 gennaio 2010.

## Provincia di Rieti

### Rieti
A Rieti sono presenti due pietre d'inciampo..
| Pietra d'inciampo | Pietra d'inciampo                                               | Pietra d'inciampo | Pietra d'inciampo                                                                                                  | Note biografiche |
| Data di posa      | Luogo di posa                                                   | Stolpersteine     | Incisione | Note biografiche |
| ----------------- | --------------------------------------------------------------- | ----------------- | --- | --- |
| 26 gennaio 2024   | Largo C.Graziosi, 3 ingresso Questura 42°24′11.5″N 12°50′58.2″E |                   | QUI ERA IN SERVIZIO SALVATORE POTI NATO 1912 ARRESTATO 4.10.1943 DEPORTATO 1943 WIETZENDORF LIBERATO               | Salvatore Poti (???, 21 gennaio 1912 - ???, ???), commissario di P.S., dal 1937 in Polizia è assegnato alla Questura di Rieti nel 1940. Sospettato, a ragione, per la sua attività antifascista, il 4 ottobre 1943 è arrestato dalle SS, insieme al collega Commissario Filippo Palieri, accusato di avvisare i ricercati dai nazifascisti dell'imminente arresto, salvandoli da serie conseguenze, finanche dalla morte. Deportati entrampi nel Reich internati nell'Oflag 83 di Wietzendorf, Salvatore sopravvive fino alla liberazione del campo del 16 aprile 1945. Rientrato in Italia, riprende servizio in Polizia conseguendo il grado di Dirigente di P.S.. |
| 26 gennaio 2024   | Largo C.Graziosi, 3 ingresso Questura 42°24′11.5″N 12°50′58.2″E |                   | QUI ERA IN SERVIZIO FILIPPO PALIERI NATO 1911 ARRESTATO 4.10.1943 DEPORTATO 1943 WIETZENDORF ASSASSINATO 13.4.1945 | Filippo Palieri (Cerignola, 22 maggio 1911 - Wietzendorf, 13 aprile 1945), laureatosi in giurisprudenza nel 1933, entra in Polizia nel 1935. Sposa Giuliana Annesi, dalla quale avrà tre figli. Assegnato alla Questura di Rieti ne diventa reggente nel 1943. Antifascista supporta la Resistenza e si adopera per salvare centinaia di artigiani reatini dalla deportazione in Germania, dove sarebbero stati impiegati nel lavoro coatto. Rifiutatosi di eseguire un ordine di rappresaglia è arrestato il 4 ottobre 1943 insieme al collega commissario Salvatore Poti. Entrambi deportati nel Reich, internati nell'Oflag 83 di Wietzendorf, Filippo muore il 13 aprile 1945, a pochi giorni dalla liberazione del campo, a differenza del collega e compagno di prigionia commissario Poti che è liberato. Insignito della Medaglia d'oro al valor civile. A lui è intitolala una via cittadina nonché la locale sezione dell'ANPAS. |

## Provincia di Viterbo
In provincia di Viterbo sono presenti ufficialmente 3 Pietre d'Inciampo. La prima è stata collocata a Viterbo l'8 gennaio 2015.

### Viterbo
| Pietra d'inciampo | Pietra d'inciampo                                | Pietra d'inciampo | Pietra d'inciampo                                                                                             | Note biografiche           |
| Data di posa      | Luogo di posa                                    | Stolpersteine     | Incisione | Note biografiche           |
| ----------------- | ------------------------------------------------ | ----------------- | --- | -------------------------- |
| 8 gennaio 2015    | Via della Verità, 19 42°25′01.15″N 12°06′35.05″E |                   | QUI ABITAVA ANGELO DI PORTO NATO 1909 ARRESTATO 2.12.1943 DEPORTATO AUSCHWITZ MORTO 1945 IN LUOGO IGNOTO      | Angelo di Porto            |
| 8 gennaio 2015    | Via della Verità, 19 42°25′01.15″N 12°06′35.05″E |                   | QUI ABITAVA EMANUELE VITTORIO ANTICOLI NATO 1885 ARRESTATO 3.3.1944 DEPORTATO AUSCHWITZ ASSASSINATO 23.5.1944 | Emanuele Vittorio Anticoli |
| 8 gennaio 2015    | Via della Verità, 19 42°25′01.15″N 12°06′35.05″E |                   | QUI ABITAVA LETIZIA ANTICOLI NATA 1914 ARRESTATA 2.12.1943 DEPORTATA AUSCHWITZ MORTA 12.5.1945 MAUTHAUSEN     | Letizia Anticoli           |